# Stazione di Loreto Aprutino
Stazione di Loreto Aprutino vasútállomás Olaszországban, Loreto Aprutino településen.

## Vasútvonalak
Az állomást az alábbi vasútvonalak érintik:
- Pescara-Penne-vasútvonal

## Kapcsolódó állomások
A vasútállomáshoz az alábbi állomások vannak a legközelebb:
- Cartella railway halt
- Collatuccio-Picciano railway halt